# Josie Davis
Pour les articles homonymes, voir Davis.
Josie Davis est une actrice américaine née le 16 janvier 1973 à Los Angeles, en Californie (États-Unis).

## Biographie
De 1985 à 1989, Josie Davis interprète le rôle de Sara Powell dans la série Charles s'en charge.
En 2000, elle est Laurie Williams dans la série Titans aux côtés de Jack Wagner (B&B).
En 2005, Josie Davis a joué dans Blind Justice sous la direction de Rex Piano.

## Filmographie

### Cinéma
- 1995 : Beach House : Sœur de la sororité
- 1997 : Badge of Fear : Officer Samantha 'Sam' Edwards
- 1999 : Outlook Good : Daisy
- 2001 : Slammed : Shane Masters
- 2002 : Sonny : Gretchen
- 2003 : Lotto : Stacey
- 2006 : Le Bébé de l'infidélité (Be My Baby) : Linda
- 2006 : Kalamazoo? : Carol Cavanaugh
- 2007 : The Trouble with Romance (en) : Karen
- 2007 : In the Land of Merry Misfits : Gwendlyn
- 2007 : Chasing Tchaikovsky : Josette
- 2010 : The Cursed : Mrs. Jimmy Muldoon
- 2010 : Tranced : Annie Bodie

### Télévision

#### Séries télévisées
- 1990 : Free Spirit (série télévisée) : Cassandra
- 1990 : Charles s'en charge (Charles in Charge) (série télévisée) : Sarah Powell
- 1992 : Les Dessous de Palm Beach (Silk Stalkings) (série télévisée) : Alex
- 1994 : Dead at 21 (série télévisée) : Earth
- 1996 : Surfers détectives (High Tide) (série télévisée) : Tina Chapman
- 1996-1997 : Les Feux de l'amour (The Young and the Restless) (feuilleton TV) : Grace Turner #1
- 1998 : Arliss (Arli$$) (série télévisée) : Baseball Wife
- 1998 : Alerte à Malibu (Baywatch) (série télévisée) : Liz Brooks
- 1999 : La croisière s'amuse, nouvelle vague (Love BoaUt: The Next Wave) (série télévisée)
- 1999 : Nash Bridges (série télévisée) : Ursula
- 1999 : Mortal Kombat: Conquest (série télévisée) : Peron
- 1999 : Los Angeles Heat (L.A. Heat) (série télévisée) : Wendy
- 1999 : Profiler (série télévisée) : Anne Lofton
- 2000 : Beverly Hills 90210 (Beverly Hills, 90210) (feuilleton TV) : Camille Desmond
- 2000 : Titans (feuilleton TV) : Laurie Williams
- 2002 : Philly (série télévisée) : Lili Alexander
- 2002 : L.A. Law: The Movie (en) (TV) : Chloe Carpenter
- 2003 : Division d'élite (The Division) (série télévisée) : Anna Marks
- 2003 : The Partners (TV) : Eddie's Wife
- 2004 : In the Game (TV) : Brandee
- 2004 : Les Experts : Miami (CSI: Miami) (série télévisée) : Mary Donlan
- 2004 : NCIS : Enquêtes spéciales (NCIS: Naval Criminal Investigative Service) (série télévisée) : Marta
- 2005 : In the Game (TV) : Brandee
- 2005 : Du côté de chez Fran (Living with Fran) (série télévisée) : Laurie Dean
- 2005 : Eve (série télévisée) : Melanie Van Lowe
- 2005 : Mon oncle Charlie (Two and a Half Men) (série télévisée) : Sandy
- 2006 : McBride: Requiem (TV) : Ava Fletcher
- 2007 : Ghost Whisperer (série télévisée) : Sally Jenkins
- 2007 : Shark (série télévisée) : Kelly Abbott
- 2008 : Leçons sur le mariage (Rules of Engagement) (série télévisée) : Clarissa
- 2008 : Fear Itself : Kathy Mahoney (saison 1, épisode 3)
- 2009 : Life's a Butch (série télévisée) : Rain White
- 2009 : Burn Notice : April Luna (saison 3, épisode 7)
- 2009 : Bones : Paula Lindbergh (saison 5, épisode 4)
- 2009 : Les Experts : Manhattan (CSI: NY) : Calliope Eckhart (saison 6, épisodes 3, 8 et 9)
- 2010 : Chuck : Serena (saison 3, épisode 5)
- 2011 : Breakout Kings : Kate Lavin (saison 1, épisode 9)
- 2012 : Hollywood Heights : Daphné Miller (saison 5, épisode 8)
- 2013 : Mentalist : Sonya (saison 6, épisode 1)
- 2014 : Hawaii 5-0 : Patti Gable (saison 5, épisode 8)

#### Téléfilms
- 2005 : À l'ombre de mes yeux (Blind Injustice) : Susan Tyrell
- 2007 : Comme une ombre dans la nuit (Carolina Moon) : Faith Lavelle
- 2008 : Une assistante presque parfaite (The Perfect Assistant) : Rachel Partson
- 2010 : Un si bel inconnu (Seduced by Lies) : Laura Colton
- 2012 : Une coupable idéale (The Perfect Student) : Tara
- 2011 : Brisée par mon mari (Past Obsessions) : Jane Walsh
- 2012 : Partitions amoureuses (Notes from Dad) : April Sutton
- 2013 : Une prof particulière (Dirty Teacher) : Molly Matson
- 2016 : Voleuse d'identité (Hit and Run : Accidental Obsession) : Heather Williams
- 2016 : Ma patronne, mon ennemie (Backstabbed) : Paulette Bolton
- 2017 : Le visage de l'innocence (A Murderer Upstairs) : Cindy Kent
- 2019 : Une étudiante sous emprise (The secret lives of cheerleaders) : Ms Sinclair